# VIČI-Aistės Kaunas
„VIČI-Aistės“ Kaunas ist der stärkste Frauen-Basketballclub in Litauen. Er spielt in der LMKL.

## Geschichte
1961 wurde der Team  „Kibirkštis“ gegründet. Er wurde zu  „Ryšininkas-Šviesa“ und danach zu „Telerina“. Ab 1995 hieß er „Lietuvos Telekomas“. Nach Saison 2005–2006 wurde er zu „TEO“ (von TEO LT). 2010 wurde der Sitz aus Vilnius nach Kaunas verlegen. Sponsor wurde Vičiūnai Group.

## Erfolge
- Litauischer Meister: 1995, 1996, 2000, 2001, 2002, 2003, 2004, 2005, 2006
- Sieger von Moterų taurė der Lietuvos krepšinio federacija, 1999, 2000
- Sieger bei  Woman BBL, 2000, 2001, 2002, 2003, 2004, 2005, 2006
- Sieger von Eurostars 2000
- Sieger bei Jantar Cup, 2004
- Sieger bei TELETKNO Challenge, 2000, 2001, 2002, 2003
- Euroleague Women: 3. Platz (2005), 4. Platz (2006)

## 2008–2009
- Litauen Aušra Bimbaitė
- Litauen Indrė Dudenaitė
- Vereinigte Staaten Lindsey Wilson
- Litauen Šarūnė Jasiunskaitė
- Belarus Yelena Leuchenka
- Litauen Daiva Pabrėžaitė
- Litauen Gintarė Petronytė
- Litauen Šarūnė Povilionytė
- Vereinigte Staaten Nykesha Sales
- Litauen Ieva Šimkutė
- Litauen Jurgita Štreimikytė-Virbickienė
- Litauen Eglė Šulčiūtė
- Litauen Sandra Valužytė
- Litauen Rima Valentienė

- Chefcoach:  Litauen Algirdas Paulauskas
- Trainerassistent:  Litauen Alfredas Vainauskas